# Nižný Kručov
Nižný Kručov – wieś (obec) na Słowacji położona w kraju preszowskim, w powiecie Vranov nad Topľou. Pierwsze wzmianki o miejscowości pochodzą z 1327 roku.
Według danych z dnia 31 grudnia 2012 roku, wieś zamieszkiwało 421 osób, w tym 224 kobiety i 197 mężczyzn.
W 2001 roku rozkład populacji względem narodowości i przynależności etnicznej wyglądał następująco:
- Słowacy – 99,23%
- Czesi – 0,51%
- Niemcy – 0,26%

Ze względu na wyznawaną religię struktura mieszkańców kształtowała się w 2001 roku następująco:
- Katolicy rzymscy – 69,64%
- Grekokatolicy – 8,67%
- Ewangelicy – 18,62%
- Nie podano – 1,02%